# الدهماء (دوعن)
'

تعديل مصدري - تعديل

الدهماء هي إحدى قرى عزلة صيف بمديرية دوعن التابعة لمحافظة حضرموت، بلغ تعداد سكانها 250 نسمة حسب تعداد اليمن لعام 2004.